# Alice Faye
Alice Faye, nata Alice Jeane Leppert (New York, 5 maggio 1915 – Rancho Mirage, 9 maggio 1998), è stata un'attrice e cantante statunitense.
Star della 20th Century Fox, il suo nome è spesso associato alla canzone premio Oscar You'll Never Know, che lei cantò per la prima volta nel musical Vecchia San Francisco (1943), film che vinse l'Oscar alla miglior canzone nel 1944. Nel 1939, con un altro suo film, La grande strada bianca, vinse l'Oscar per la miglior colonna sonora. È inoltre ricordata come partner negli show radiofonici di suo marito Phil Harris.

## Biografia
Nacque a New York, figlia di Charley e Alice Leppert: il padre era un ufficiale di polizia di origini tedesche e la madre era irlandese. La sua carriera nel mondo dello spettacolo iniziò come ballerina di fila nel vaudeville (fallì un'audizione per le Ziegfeld Follies quando rivelò di essere troppo giovane), prima di trasferirsi a Broadway e interpretare un ruolo nell'edizione 1931 di George White's Scandals. Da quel momento adottò il suo nome d'arte e partecipò allo spettacolo The Fleischmann Hour (1932-1934) di Rudy Vallée, dove incontrò per la prima volta Phil Harris, suo futuro marito e partner.
Ebbe la sua grande occasione quando, nel 1934, Lilian Harvey rinunciò al ruolo di protagonista nella versione cinematografica di Il paradiso delle stelle al fianco di Vallee. Sostituendola, Alice Faye diventò una delle più popolari dive degli anni trenta e Darryl F. Zanuck, il boss della 20th Century Fox, prendendola sotto la sua protezione, le affidò anche nuovi ruoli ad di fuori di quelli essenzialmente canori, tra i quali quelli materni in alcuni film con la piccola Shirley Temple.

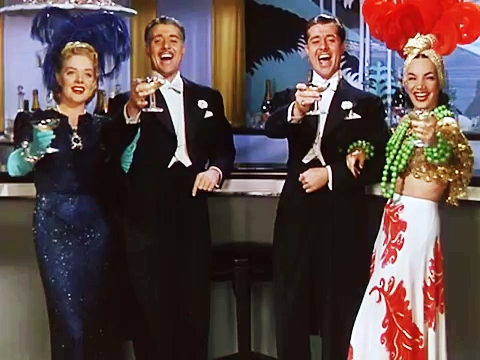
That Night in Rio

## Matrimoni
Sposò in prime nozze nel 1937 il cantante Tony Martin da cui divorziò nel 1940. L'anno dopo sposò l'attore e musicista Phil Harris. Il matrimonio durò fino alla morte di lui nel 1995.

## Filmografia
- Il paradiso delle stelle (George White's Scandals), regia di Thornton Freeland, Harry Lachman, George White (1934)
- Now I'll Tell, regia di Edwin J. Burk (1934)
- She Learned About Sailors, regia di George Marshall (1934)
- 365 Nights in Hollywood, regia di George Marshall (1934)
- George White's 1935 Scandals, regia di George White (1935)
- Ogni sera alle otto (Every Night at Eight), regia di Raoul Walsh (1935)
- Music Is Magic, regia di George Marshall (1935)
- King of Burlesque, regia di Sidney Lanfield (1936)
- Una povera bimba milionaria (Poor Little Rich Girl), regia di Irving Cummings (1936)
- Radiofollie (Sing, Baby, Sing), regia di Sidney Lanfield (1936)
- Cin Cin (Stowaway) o (Goodnight, My Love), regia di William A. Seiter (1936)
- L'incendio di Chicago (In Old Chicago), regia di Henry King (1937)
- La signora della quinta strada (On the Avenue), regia di Roy Del Ruth (1937)
- New York si diverte (You Can't Have Everything), regia di Norman Taurog (1937)
- Il fantasma cantante (Wake Up and Live), regia di Sidney Lanfield (1937)
- Parata notturna (You're a Sweetheart), regia di David Butler (1937)
- Sally, Irene and Mary, regia di William A. Seiter (1938)
- La grande strada bianca (Alexander's Ragtime Band), regia di Henry King (1938)
- Tail Spin, regia di Roy Del Ruth (1939)
- La rosa di Washington (Rose of Washington Square), regia di Gregory Ratoff (1939)
- Hollywood Cavalcade, regia di Irving Cummings (1938) Sequenze mute: Malcolm St. Clair e non accreditato Buster Keaton
- Barricade, regia di Gregory Ratoff (1939)
- I ribelli del porto (Little Old New York), regia di Henry King (1940)
- Il romanzo di Lillian Russell (Lillian Russell), regia di Irving Cummings (1940)
- Una notte a Broadway (Tin Pan Alley), regia di Walter Lang (1940)
- Una notte a Rio (That Night in Rio), regia di Irving Cummings (1941)
- Addio Broadway! (The Great American Broadcast), regia di Archie Mayo (1941)
- Tre settimane d'amore (Weekend in Havana), regia di Walter Lang (1941)
- Vecchia San Francisco (Hello, Frisco, Hello), regia di H. Bruce Humberstone (1943)
- Banana split (The Gang's All Here), regia di Busby Berkeley (1943)
- Four Jills in a Jeep, regia di William A. Seiter (1944)
- Un angelo è caduto (Fallen Angel), regia di Otto Preminger (1945)
- Alla fiera per un marito (State Fair), regia di José Ferrer (1962)
- Won Ton Ton, il cane che salvò Hollywood (Won Ton Ton, the Dog Who Saved Hollywood), regia di Michael Winner (1976)
- Every Girl Should Have One, regia di Robert Hyatt (1978)
- La più bella avventura di Lassie (The Magic of Lassie) di Don Chaffey (1978)

Documentari:
- A Century of Cinema (documentario), regia di Caroline Thomas (1994)
- Carmen Miranda: Bananas Is My Business (documentario), regia di Helena Solberg (1995)

Cortometraggi:
- The Hollywood Gad-About (1934)
- Cinema Circus (1937)
- Screen Snapshots: Seeing Hollywood (1940)
- Screen Snapshots: Hawaii in Hollywood (1948)
- We Still Are (1985)

## Doppiatrici italiane
- Lydia Simoneschi in L'incendio di Chicago, La rosa di Washington, I ribelli del porto
- Marcella Rovena in Una povera bimba milionaria
- Wanda Tettoni in La grande strada bianca